# Dukenburgsebrug
De Dukenburgsebrug is een brug over het Maas-Waalkanaal in de Nederlandse stad Nijmegen.
De Dukenburgsebrug verbindt het industrieterrein Winkelsteeg met de wijk Dukenburg. De Nieuwe Dukenburgseweg die eroverheen loopt is een verbindingsweg met het Jonkerbosplein.
De kokerliggerbrug werd in 1973 door de firma Dubbers uit Malden aangelegd in een serie met de Hatertsebrug en de Graafsebrug.
In 2007 is de Dukenburgsebrug met 38 cm verhoogd zodat schepen met vier lagen containers ook onder de brug door kunnen.